# ISO 3166-2:FR
ISO 3166-2:FR là mã ISO 3166-2 của Pháp do một tổ chức quốc tế về tiêu chuẩn hóa xác định mã hóa địa lý. Nó là một tập hợp con của tiêu chuẩn ISO 3166-2 liên quan đến Pháp. Tiêu chuẩn bao gồm 22 khu vực, 7 lãnh thổ hải ngoại, 96 phòng ban trong khu vực, 5 sở ở nước ngoài và 1 lãnh thổ phụ thuộc của Pháp. Mỗi mã địa lý bao gồm hai phần: Mã Alpha2 theo tiêu chuẩn ISO 3166-1 cho Pháp - FR và mã bổ sung được viết bằng dấu gạch nối. Bổ sung: mã vùng một chữ cái được hình thành bởi các chữ cái trong bảng chữ cái Latinh, mã bộ phận hai ký tự được hình thành bởi một số có hai ký tự hoặc kết hợp ký tự số chữ cái. Các mã địa lý của các khu vực và bộ phận của Pháp là một tập hợp con của các mã miền cấp cao nhất - FR, được gán cho Pháp theo tiêu chuẩn ISO 3166-1.

## Mã hiện tại
Tên phân khu được liệt kê như trong tiêu chuẩn ISO 3166-2 do Cơ quan bảo trì ISO 3166 (ISO 3166/MA) công bố.
Nhấp vào nút trong tiêu đề để sắp xếp từng cột.

### Vùng
| Mã     | Tên phân khu (fr)          | Phân ngành        |
| ------ | -------------------------- | ----------------- |
| FR-ARA | Auvergne-Rhône-Alpes       | Đô thị            |
| FR-BFC | Bourgogne-Franche-Comté    | Đô thị            |
| FR-BRE | Bretagne                   | Đô thị            |
| FR-CVL | Centre-Val de Loire        | Đô thị            |
| FR-COR | Corse                      | Tập thể           |
| FR-GES | Grand-Est                  | Đô thị            |
| FR-GUA | Guadeloupe                 | Khu vực hải ngoại |
| FR-HDF | Hauts-de-France            | Đô thị            |
| FR-IDF | Île-de-France              | Đô thị            |
| FR-MAY | Mayotte                    | Khu vực hải ngoại |
| FR-NOR | Normandie                  | Đô thị            |
| FR-NAQ | Nouvelle-Aquitaine         | Đô thị            |
| FR-OCC | Occitanie                  | Đô thị            |
| FR-PDL | Pays-de-la-Loire           | Đô thị            |
| FR-PAC | Provence-Alpes-Côte-d’Azur | Đô thị            |
| FR-LRE | La Réunion                 | Khu vực hải ngoại |

### Tỉnh ngoại
| Mã    | Tên phân khu |
| ----- | ------------ |
| FR-GP | Guadeloupe   |
| FR-YT | Mayotte      |
| FR-RE | La Réunion   |

### Tỉnh

Bản đồ đô thị Pháp với mỗi bộ phận được dán nhãn phần thứ hai của ISO 3166-2 Mã (khu vực xung quanh Paris được hiển thị trong hình).

| Mã    | Tên phân khu            | Phân ngành     | Trong khu vực (kể từ năm 2016) | Ở Đô thị (trước 2016) |
| ----- | ----------------------- | -------------- | ------------------------------ | --------------------- |
| FR-01 | Ain                     | Bộ phận đô thị | ARA                            | V                     |
| FR-02 | Aisne                   | Bộ phận đô thị | HDF                            | S                     |
| FR-03 | Allier                  | Bộ phận đô thị | ARA                            | C                     |
| FR-04 | Alpes-de-Haute-Provence | Bộ phận đô thị | PAC                            | U                     |
| FR-06 | Alpes-Maritimes         | Bộ phận đô thị | PAC                            | U                     |
| FR-07 | Ardèche                 | Bộ phận đô thị | ARA                            | V                     |
| FR-08 | Ardennes                | Bộ phận đô thị | GES                            | G                     |
| FR-09 | Ariège                  | Bộ phận đô thị | OCC                            | N                     |
| FR-10 | Aube                    | Bộ phận đô thị | GES                            | G                     |
| FR-11 | Aude                    | Bộ phận đô thị | OCC                            | K                     |
| FR-12 | Aveyron                 | Bộ phận đô thị | OCC                            | N                     |
| FR-67 | Bas-Rhin                | Bộ phận đô thị | GES                            | A                     |
| FR-13 | Bouches-du-Rhône        | Bộ phận đô thị | PAC                            | U                     |
| FR-14 | Calvados                | Bộ phận đô thị | NOR                            | P                     |
| FR-15 | Cantal                  | Bộ phận đô thị | ARA                            | C                     |
| FR-16 | Charente                | Bộ phận đô thị | NAQ                            | T                     |
| FR-17 | Charente-Maritime       | Bộ phận đô thị | NAQ                            | T                     |
| FR-18 | Cher                    | Bộ phận đô thị | CVL                            | F                     |
| FR-19 | Corrèze                 | Bộ phận đô thị | NAQ                            | L                     |
| FR-2A | Corse-du-Sud            | Bộ phận đô thị | COR                            | H                     |
| FR-21 | Côte-d'Or               | Bộ phận đô thị | BFC                            | D                     |
| FR-22 | Côtes-d'Armor           | Bộ phận đô thị | BRE                            | E                     |
| FR-23 | Creuse                  | Bộ phận đô thị | NAQ                            | L                     |
| FR-79 | Deux-Sèvres             | Bộ phận đô thị | NAQ                            | T                     |
| FR-24 | Dordogne                | Bộ phận đô thị | NAQ                            | B                     |
| FR-25 | Doubs                   | Bộ phận đô thị | BFC                            | I                     |
| FR-26 | Drôme                   | Bộ phận đô thị | ARA                            | V                     |
| FR-91 | Essonne                 | Bộ phận đô thị | IDF                            | J                     |
| FR-27 | Eure                    | Bộ phận đô thị | NOR                            | Q                     |
| FR-28 | Eure-et-Loir            | Bộ phận đô thị | CVL                            | F                     |
| FR-29 | Finistère               | Bộ phận đô thị | BRE                            | E                     |
| FR-30 | Gard                    | Bộ phận đô thị | OCC                            | K                     |
| FR-32 | Gers                    | Bộ phận đô thị | OCC                            | N                     |
| FR-33 | Gironde                 | Bộ phận đô thị | NAQ                            | B                     |
| FR-GP | Guadeloupe              | Bộ phận ở tỉnh | GUA                            | –                     |
| FR-2B | Haute-Corse             | Bộ phận đô thị | COR                            | H                     |
| FR-31 | Haute-Garonne           | Bộ phận đô thị | OCC                            | N                     |
| FR-43 | Haute-Loire             | Bộ phận đô thị | ARA                            | C                     |
| FR-52 | Haute-Marne             | Bộ phận đô thị | GES                            | G                     |
| FR-05 | Hautes-Alpes            | Bộ phận đô thị | PAC                            | U                     |
| FR-70 | Haute-Saône             | Bộ phận đô thị | BFC                            | I                     |
| FR-74 | Haute-Savoie            | Bộ phận đô thị | ARA                            | V                     |
| FR-65 | Hautes-Pyrénées         | Bộ phận đô thị | OCC                            | N                     |
| FR-87 | Haute-Vienne            | Bộ phận đô thị | NAQ                            | L                     |
| FR-68 | Haut-Rhin               | Bộ phận đô thị | GES                            | A                     |
| FR-92 | Hauts-de-Seine          | Bộ phận đô thị | IDF                            | J                     |
| FR-34 | Hérault                 | Bộ phận đô thị | OCC                            | K                     |
| FR-35 | Ille-et-Vilaine         | Bộ phận đô thị | BRE                            | E                     |
| FR-36 | Indre                   | Bộ phận đô thị | CVL                            | F                     |
| FR-37 | Indre-et-Loire          | Bộ phận đô thị | CVL                            | F                     |
| FR-38 | Isère                   | Bộ phận đô thị | ARA                            | V                     |
| FR-39 | Jura                    | Bộ phận đô thị | BFC                            | I                     |
| FR-40 | Landes                  | Bộ phận đô thị | NAQ                            | B                     |
| FR-42 | Loire                   | Bộ phận đô thị | ARA                            | V                     |
| FR-44 | Loire-Atlantique        | Bộ phận đô thị | PDL                            | R                     |
| FR-45 | Loiret                  | Bộ phận đô thị | CVL                            | F                     |
| FR-41 | Loir-et-Cher            | Bộ phận đô thị | CVL                            | F                     |
| FR-46 | Lot                     | Bộ phận đô thị | OCC                            | N                     |
| FR-47 | Lot-et-Garonne          | Bộ phận đô thị | NAQ                            | B                     |
| FR-48 | Lozère                  | Bộ phận đô thị | OCC                            | K                     |
| FR-49 | Maine-et-Loire          | Bộ phận đô thị | PDL                            | R                     |
| FR-50 | Manche                  | Bộ phận đô thị | NOR                            | P                     |
| FR-51 | Marne                   | Bộ phận đô thị | GES                            | G                     |
| FR-53 | Mayenne                 | Bộ phận đô thị | PDL                            | R                     |
| FR-YT | Mayotte                 | Bộ phận ở tỉnh | MAY                            | –                     |
| FR-54 | Meurthe-et-Moselle      | Bộ phận đô thị | GES                            | M                     |
| FR-55 | Meuse                   | Bộ phận đô thị | GES                            | M                     |
| FR-56 | Morbihan                | Bộ phận đô thị | BRE                            | E                     |
| FR-57 | Moselle                 | Bộ phận đô thị | GES                            | M                     |
| FR-58 | Nièvre                  | Bộ phận đô thị | BFC                            | D                     |
| FR-59 | Nord                    | Bộ phận đô thị | HDF                            | O                     |
| FR-60 | Oise                    | Bộ phận đô thị | HDF                            | S                     |
| FR-61 | Orne                    | Bộ phận đô thị | NOR                            | P                     |
| FR-75 | Paris                   | Bộ phận đô thị | IDF                            | J                     |
| FR-62 | Pas-de-Calais           | Bộ phận đô thị | HDF                            | O                     |
| FR-63 | Puy-de-Dôme             | Bộ phận đô thị | ARA                            | C                     |
| FR-64 | Pyrénées-Atlantiques    | Bộ phận đô thị | NAQ                            | B                     |
| FR-66 | Pyrénées-Orientales     | Bộ phận đô thị | OCC                            | K                     |
| FR-RE | La Réunion              | Bộ phận ở tỉnh | LRE                            | –                     |
| FR-69 | Rhône                   | Bộ phận đô thị | ARA                            | V                     |
| FR-71 | Saône-et-Loire          | Bộ phận đô thị | BFC                            | D                     |
| FR-72 | Sarthe                  | Bộ phận đô thị | PDL                            | R                     |
| FR-73 | Savoie                  | Bộ phận đô thị | ARA                            | V                     |
| FR-77 | Seine-et-Marne          | Bộ phận đô thị | IDF                            | J                     |
| FR-76 | Seine-Maritime          | Bộ phận đô thị | NOR                            | Q                     |
| FR-93 | Seine-Saint-Denis       | Bộ phận đô thị | IDF                            | J                     |
| FR-80 | Somme                   | Bộ phận đô thị | HDF                            | S                     |
| FR-81 | Tarn                    | Bộ phận đô thị | OCC                            | N                     |
| FR-82 | Tarn-et-Garonne         | Bộ phận đô thị | OCC                            | N                     |
| FR-90 | Territoire de Belfort   | Bộ phận đô thị | BFC                            | I                     |
| FR-94 | Val-de-Marne            | Bộ phận đô thị | IDF                            | J                     |
| FR-95 | Val-d'Oise              | Bộ phận đô thị | IDF                            | J                     |
| FR-83 | Var                     | Bộ phận đô thị | PAC                            | U                     |
| FR-84 | Vaucluse                | Bộ phận đô thị | PAC                            | U                     |
| FR-85 | Vendée                  | Bộ phận đô thị | PDL                            | R                     |
| FR-86 | Vienne                  | Bộ phận đô thị | NAQ                            | T                     |
| FR-88 | Vosges                  | Bộ phận đô thị | GES                            | M                     |
| FR-89 | Yonne                   | Bộ phận đô thị | BFC                            | D                     |
| FR-78 | Yvelines                | Bộ phận đô thị | IDF                            | J                     |

### Phụ thuộc và tập thể lãnh thổ ở nước ngoài
| Mã    | Tên phân khu                | Phân ngành         |
| ----- | --------------------------- | ------------------ |
| FR-CP | Clipperton                  | phụ thuộc          |
| FR-GF | Guyane (française)          | lãnh thổ hải ngoại |
| FR-MQ | Martinique                  | lãnh thổ hải ngoại |
| FR-NC | Nouvelle-Calédonie          | lãnh thổ hải ngoại |
| FR-PF | Polynésie française         | lãnh thổ hải ngoại |
| FR-BL | Saint-Barthélemy            | lãnh thổ hải ngoại |
| FR-MF | Saint-Martin                | lãnh thổ hải ngoại |
| FR-PM | Saint-Pierre-et-Miquelon    | lãnh thổ hải ngoại |
| FR-TF | Terres australes françaises | lãnh thổ hải ngoại |
| FR-WF | Wallis-et-Futuna            | lãnh thổ hải ngoại |